# Europa Nostra
Az Europa Nostra műemlékvédelemmel, vidék- és várostervezéssel foglalkozó páneurópai nonprofit szervezet 1963-ban az Európa Tanács, valamint több helyi és regionális nem kormányzati szervezet kezdeményezésére jött létre. Az intézmény megalapítása óta jelentős befolyásra tett szert a kontinens épített és természetes környezetének megőrzése, valamint a nemzeti és nemzetközi szervezetek műemlékvédelemmel és területfejlesztéssel kapcsolatos tevékenységének koordinációja területén. Az Europa Nostra az elmúlt évtizedekben szoros kapcsolatot épített ki az Európa Tanáccsal, az UNESCO-val, és az Európai Unióval. Az intézmény költségvetésének jelentős hányada közösségi forrásokból származik, 2004-ben az Európai Bizottság 100 000 eurós támogatás biztosításáról döntött. 
A 35 európai ország szervezeteit tömörítő Europa Nostra fő feladatának az európai identitás megóvását tekinti, melynek érdekében műemlékvédelmi konferenciákat szervez, számos szakmai folyóiratot jelentet meg, és 1980 óta Europa Nostra-díjjal jutalmazza az európai kulturális örökség megőrzéséhez hozzájáruló építészeket és tervezőket.
Magyarországi szervezete a Hungaria Nostra.

## Előzmények
Az európai kontinens kulturális örökségének megőrzése - az integráció felgyorsulásával párhuzamosan, a politikai és gazdasági kérdések mellett - egyre nagyobb hangsúlyt kap az európai fórumokon. Az Europa Nostra 1963-as megalakulásával olyan páneurópai, nonprofit szervezet jött létre, amelynek célja, hogy a térségben működő műemlékvédelemmel, vidék- és várostervezéssel foglalkozó civil szervezetek és szakmai egyesületek ernyőszervezeteként elősegítse az európai identitás megerősítését és az épített és természetes környezet megóvását. Az Europa Nostra tagjai között ma több mint kétszázhúsz NGO-t (nem kormányzati szervezetet), százhetven helyi és regionális szervezetet, valamint közel ezer egyéni tagot találhatunk. A kezdeményezés tevékenysége nem korlátozódik az  Európai Unió tagállamaira - tagjai ugyanis 35 országból kerülnek ki -, hanem egy szélesebben értelmezett Európa-koncepciót igyekszik megtestesíteni, amelybe beletartozik Oroszország, Ukrajna, valamint a kaukázusi és a balkáni országok is. Az Europa Nostra megalapítása óta jelentős befolyásra tett szert a műemlékvédelem, a vidék- és várostervezés, valamint az épített és természetes környezet megőrzésének területén. A szervezet több évtizedes munkája során szoros kapcsolatot épített ki az Európa Tanács, az UNESCO és az Európai Unió szerveivel. A nemzetközi intézmények mellett az Europa Nostra több szakmai szervezettel is együttműködik, 1991-ben pedig a civil résztvevőket tömörítő szervezet egybeolvadt a dublini székhelyű Nemzetközi Kastély Intézettel (International Castle Institute).

## Tevékenység
Az Europa Nostra elsődleges feladatának a politikai határokon túlmutató, kulturális sokszínűségen nyugvó közös európai identitás megóvását tekinti. Az európai öntudat kialakításának és megőrzésének érdekében a szervezet egyszerre igyekszik elősegíteni az egyes nemzeti és nemzetközi intézmények műemlékvédelemmel és területfejlesztéssel kapcsolatos döntéshozatalát, valamint tájékoztatni az európai közvéleményt. Céljainak eléréséhez az Europa Nostra koordinációs tevékenysége mellett konferenciákat, szakmai műhelyeket, fórumokat és találkozókat szervez, aktívan együttműködik - helyi és nemzetközi szinten egyaránt - a kulturális örökség védelmével összefüggő határozatok kialakításában és végrehajtásában. Szakmai észrevételeit határozatokban, nyilatkozatokban és figyelmeztetésekben juttatja el az érintett felekhez.
Mindezek mellett a szervezet széles körű publikációs tevékenységet folytat, minden évben megjelennek írásos formában a konferenciák és fórumok anyagai, az Europa Nostra éves tevékenységét bemutató jelentés (Annual Report), illetve a szélesebb közönségnek szóló Europa Nostra Magazine.

## Europa Nostra-díj
A szervezet 1980 óta ítéli oda az Europa Nostra-díjat azoknak az építészeknek, tervezőknek, üzemeltetőknek és megrendelőknek, akik tevékenységükkel jelentős mértékben hozzájárultak az európai kulturális és természeti örökség megóvásához. 
2002-ben az Európai Bizottság az Europa Nostra-val együttműködve alapította meg a Kulturális Örökség Európai Uniós-díjat, az Europa Nostra-díjat. Erre az elismerésre az  Európai Unió és az  Európai Gazdasági Térség tagállamaiból, illetve tagjelölt országaiból várják a pályamunkákat, míg a többi európai ország (Albánia, Andorra, Azerbajdzsán, Bosznia-Hercegovina, Fehéroroszország, Grúzia, Horvátország, Macedónia, Moldávia, Monaco, Oroszország, Örményország, San Marino, Svájc, Szerbia és Montenegró, Ukrajna, Vatikán) jelentkezői továbbra is pályázhatnak az Europa Nostra-díjra. Évente közel 150 pályamunkából választja ki a Tanács által felkért, elismert szakemberekből álló zsűri a díjra érdemeseket. A pályázatok elbírálása nem kizárólag a benyújtott munkák feldolgozásából áll, minden egyes projektet a helyszínre küldött független szakértő értékel. A zsűri végül plenáris ülésen dönt arról, hogy melyik pályázat érdemes a díjazásra: érmet a kimagaslóan magas színvonalú projektek kapnak, míg a többi győztest oklevéllel jutalmazzák. 
A pályázatokat három kategóriában lehet benyújtani:
1. ) természeti és épített értékek helyreállítási, rehabilitációs és megőrzési munkái, művészeti gyűjtemények és régészeti lelőhelyek;
2. ) tanulmányok;
3. ) a kulturális örökség megőrző-tevékenységeinek értékelése.A díjazottak között találhatunk ipari létesítményekre és egyházi épületekre, vagy akár egész falvakra vonatkozó rekonstrukciós munkákat. A magyarországi pályázatok között többek között díjazták a Fővárosi Szabó Ervin Könyvtár, a Millenáris Park és a volt Arany János Színház épületének helyreállítási és átalakítási munkálatait.

## Szervezet
Az Europa Nostra szervezeti felépítése háromszintű: Elnökség, döntéshozó szervek és Titkárság.
| Elnökség:           | Elnök: | Maestro Plácido Domingo |
|                     | Felelős elnök: | Denis de Kergorlay |
| Döntéshozó szervek: | Közgyűlés: évente ülésező testület, amelyben a szervezet minden tagja - tagságától függően vétójoggal vagy vétójog nélkül - részt vehet. A Közgyűlés helyszínének évente más-más európai ország ad otthont.               | Közgyűlés: évente ülésező testület, amelyben a szervezet minden tagja - tagságától függően vétójoggal vagy vétójog nélkül - részt vehet. A Közgyűlés helyszínének évente más-más európai ország ad otthont.               |
| Tanács              | Vezetői Bizottság: 15 tagú szerv, amely a Felelős elnök vezetése alatt áll, és a Tanács döntéseinek végrehajtásáért és az Europa Nostra napi működéséért felelős. A Vezetői Bizottság munkáját több szakbizottság segíti. | Vezetői Bizottság: 15 tagú szerv, amely a Felelős elnök vezetése alatt áll, és a Tanács döntéseinek végrehajtásáért és az Europa Nostra napi működéséért felelős. A Vezetői Bizottság munkáját több szakbizottság segíti. |
| Titkárság:          | Főtitkár és a vezetése alatt álló öttagú Titkárság. | Főtitkár és a vezetése alatt álló öttagú Titkárság. |